# Антоновский сельский округ (Северо-Казахстанская область)
Антоновский сельский округ (каз. Антонов ауылдық округі) — административная единица в составе Айыртауского района Северо-Казахстанской области Казахстана. Административный центр — село Антоновка.
Население — 2872 человека (2009, 4134 в 1999, 5008 в 1989).

## История
Антоновский сельсовет образован в 1924 году. 12 декабря 1993 года решением главы Кокчетавской областной администрации создан Антоновский сельский округ.
В состав сельского округа вошла территория ликвидированного Луначарского сельсовета (села Лавровка, Жумысшы, Заря, Теренколь). Село Теренколь было ликвидировано в 2014 году.

## Состав
В состав округа входят такие населенные пункты:
| Населенный пункт            | Население, человек (1989) | Население, человек (1999) | Население, человек (2009) |
| --------------------------- | ------------------------- | ------------------------- | ------------------------- |
| Акан сере, село             | 106                       | 198                       | 98                        |
| Антоновка, село             | 1863                      | 1591                      | 1310                      |
| Жумысшы, село               | 319                       | 295                       | 191                       |
| Заря, село                  | 295                       | 240                       | 107                       |
| Комаровка, село             | 595                       | 472                       | 379                       |
| Лавровка, село              | 1410                      | 1030                      | 666                       |
| Теренколь, село             | 217                       | 175                       | 58                        |
| Уголки, станционный поселок | 203                       | 133                       | 63                        |